# Кастусь Ольшевський
Кастусь Ольшевський (нар. 1922) — учасник білоруського патріотичного підпілля в 1946—1947 рр. у Молодечненській області, член організації «Чайка».

## Біографія
Народився 1922 року у с. Нова Гута Вілейського повіту (Віленське воєводство, Польська Республіка; сьогодні Вілейський район Мінської області). Після Другої світової війни працював директором Скородівської школи Ільянського району, Молодечненської області. 
1947 року вступив до підпільної організації «Чайка», яка планувала боротьбу за національні права та гідність білорусів, культуру, мову, історію, свободу та незалежність Білорусі. Належав до молодіжної групи Сергія Яновського. У середині 1947 року організацію було викрито у зв'язку з деконспірацією Союзу визволення Білорусі. яка сталася через зраду радянського агента Алеся Бажко. При цьому, «Чайка» також була викрита, оскільки деякі члени «Чайки», внаслідок конспірологічної помилки, тримали зв'язок із СВБ.
16 серпня 1947 року Ольшевського було заарештовано органами МДБ і засуджено військовим трибуналом у Мінську 21 листопада 1947 року за ст. 63-I й 76 КК БРСР (громадянська зрада радянської батьківщини та антирадянська пропаганда) до 10 років ув'язнення і 3 років позбавлення прав. Покарання відбував у Мінських в'язницях і концтаборах СРСР.
Подальша доля невідома.